# Lista das pinturas de Renoir
A seguinte é uma Lista das pinturas de Auguste Renoir, que não se considera  exaustiva. A divisão temporal da sua vida artística é a que consta no artigo sobre o Pintor.

## Primeiros anos (até 1869)
| Imagem | Título | Ano       | Técnica                           | Dimensões (cm) | Local de conservação                               |
| ------ | --- | --------- | --------------------------------- | -------------- | -------------------------------------------------- |
|        | Retrato da mãe de Renoir (Portrait de la mère de Renoir)                                                      | 1860      | Óleo sobre tela                   | 45 × 38        | Colecção privada                                   |
|        | Regresso de um passeio de barco (Retour d'une partie de bateau)                                               | 1862      | Óleo sobre tela                   | 50.8 × 61      | Colecção privada                                   |
|        | Romaine Lacaux                                                                                                | 1864      | Óleo sobre tela                   | 81.3 × 65      | Cleveland Museum of Art, Cleveland                 |
|        | Retrato de William Sisley (Portrait de William Sisley)                                                        | 1864      | Óleo sobre tela                   | 81 × 65        | Museu de Orsay, Paris                              |
|        | A Clareira (La Clairière)                                                                                     | 1865      | Óleo sobre tela                   | 57.2 × 82.6    | Detroit Institute of Arts, Detroit                 |
|        | Mademoiselle Sicot                                                                                            | 1865      | Óleo sobre tela                   | 116 × 89.5     | National Gallery of Art, Washington, D.C.          |
|        | Paisagem com dois personagens (Paysage avec deux personnages)                                                 | 1865-1866 | Óleo sobre tela                   | 33 × 24.1      | Colecção privada                                   |
|        | Ramalhete primaveril (Bouquet printanier)                                                                     | 1866      | Óleo sobre tela                   | 104.7 × 80.3   | Fogg Art Museum, Cambridge (Massachusetts)         |
|        | A taberna da tia Antony (Le Cabaret de la mère Antony)                                                        | 1866      | Óleo sobre tela                   | 195 × 130      | Museu Nacional de Belas-Artes da Suécia, Estocolmo |
|        | No Parque de Saint-Cloud (Dans le Parc de Saint-Cloud)                                                        | 1866      | Óleo sobre tela                   | 50 × 61        | Colecção privada                                   |
|        | O pintor Jules Le Cœur na floresta de Fontainebleau (Le Peintre Jules Le Cœur dans la forêt de Fontainebleau) | 1866      | Óleo sobre tela                   | 106 × 80       | Museu de Arte de São Paulo, São Paulo              |
|        | Flores num vaso (Fleurs dans un vase)                                                                         | ca 1866   | Óleo sobre tela                   | 81.3 × 65.1    | National Gallery of Art, Washington, D.C.          |
|        | Diana caçadora (Diane chasseresse)                                                                            | 1867      | Óleo sobre tela                   | 199.5 × 129.5  | National Gallery of Art, Washington, D.C.          |
|        | Frédéric Bazille pintando com o seu cavalete (Frédéric Bazille peignant à son chevalet)                       | 1867      | Óleo sobre tela                   | 106 × 74       | Museu de Orsay, Paris                              |
|        | Lise com Sombrinha (Lise à l'ombrelle)                                                                        | 1867      | Óleo sobre tela                   | 184 × 115      | Museu Folkwang, Essen                              |
|        | A Pont des Arts (Paris) (Le Pont des Arts)                                                                    | 1867-1868 | Óleo sobre tela                   | 60.9 × 100.3   | Museu Norton Simon, Pasadena                       |
|        | Palhaço no circo (Clown au cirque)                                                                            | 1868      | Óleo sobre tela                   | 85 × 59        | Museu Kröller-Müller, Otterlo, Países Baixos       |
|        | No verão (A Boémia) (En été (La Bohémienne))                                                                  | 1868      | Óleo sobre tela                   | 85 × 59        | Alte Nationalgalerie, Berlim                       |
|        | Os noivos - O casal Sisley (Les Fiancés - Le Ménage Sisley)                                                   | 1868      | Óleo sobre tela                   | 105 × 75       | Museu Wallraf-Richartz, Colónia                    |
|        | O Rapaz e o gato (Le Garçon au chat)                                                                          | 1868      | Óleo sobre tela                   | 123 × 66       | Museu de Orsay, Paris                              |
|        | Os Patinadores em Longchamp (Les Patineurs à Longchamp)                                                       | 1868      | Óleo sobre tela                   | 72× 90         | Colecção privada                                   |
|        | Barcaças no Sena (Chalands sur la Seine)                                                                      | 1869      | Óleo sobre tela                   | 47 × 64        | Museu de Orsay, Paris                              |
|        | La Grenouillère                                                                                               | 1869      | Óleo sobre tela                   | 59 × 80        | Museu Pushkin, Moscovo                             |
|        | La Grenouillère                                                                                               | 1869      | Óleo sobre tela                   | 66 × 81        | Museu Nacional de Belas-Artes da Suécia, Estocolmo |
|        | La Grenouillère                                                                                               | 1869      | Óleo sobre tela                   | 65.1 × 92.1    | Museu Oskar Reinhart «Am Römerholz», Winterthur    |
|        | Léonard Lenoir, o pai do artista (Léonard Lenoir, le père de l'artiste)                                       | 1869      | Óleo sobre tela                   | 62.2 × 47      | Museu de Arte, St. Louis (Missouri),               |
|        | Flores num pote de faiança (Fleurs dans un pot en faïence)                                                    | ca 1869   | Óleo sobre cartão montado em tela | 64.8 × 54.3    | Museu de Belas Artes, Boston                       |

## Período Impressionista (entre 1870 e 1883)
| Imagem | Título | Ano          | Técnica           | Dimensões        | Local de conservação                                     |
| ------ | --- | ------------ | ----------------- | ---------------- | -------------------------------------------------------- |
|        | Ninfa no riacho (Nymphe dans le ruisseau)                                                                                      | 1869-1870    | Óleo sobre tela   | 66.7 × 122.9     | National Gallery, Londres                                |
|        | A Banhista e o cão grifon (La Baigneuse au griffon)                                                                            | 1870         | Óleo sobre tela   | 184 × 115        | Museu de Arte de São Paulo, São Paulo                    |
|        | Senhora Clémentine Valensi Stora/ A Argelina (Madame Clémentine Valensi Stora (L'Algérienne))                                  | 1870         | Óleo sobre tela   | 84.5 × 59.7      | Museu das Belas-Artes, San Francisco                     |
|        | Odalisca/ Argelina (Odalisque/ Femme d'Alger)                                                                                  | 1870         | Óleo sobre tela   | 69.2 × 122.6     | National Gallery of Art, Washington D.C.                 |
|        | O Passeio (La Promenade) | 1870         | Óleo sobre tela   | 81.3 × 65        | J. Paul Getty Museum, Los Angeles                        |
|        | Cabeça de cão (Tête de chien)                                                                                                  | 1870         | Óleo sobre tela   | 21.9 × 20        | National Gallery of Art, Washington D.C.                 |
|        | Moça de véu (Jeune femme, la voilette)                                                                                         | ca 1870      | Óleo sobre tela   | 61 × 51          | Museu de Orsay, Paris                                    |
|        | Um caminho em Louveciennes (Une route, Louveciennes)                                                                           | ca 1870      | Óleo sobre tela   | 38.1 × 46.4      | Metropolitan Museum of Art, Nova Iorque                  |
|        | Rapha Maître, a srª de Edmond Maître (Rapha Maître (Madame Edmond Maître))                                                     | 1870-1871    | Óleo sobre tela   | 37.4 × 32.3      | Smith College Museum of Art, Northampton (Massachusetts) |
|        | Barco-lavandaria no rio Sena, perto de Paris (Bateau-lavoir sur la Seine, près de Paris)                                       | 1871         | Óleo sobre tela   | 46.4 × 55.9      | Museu de Arte Moderna Morohashi, Fukushima               |
|        | A Mulher, o periquito (La Femme, la perruche)                                                                                  | 1871         | Óleo sobre tela   | 92.1 × 65.1      | Museu Solomon R. Guggenheim, Nova Iorque                 |
|        | Madame Édouard Bernier | 1871         | Óleo sobre tela   | 78.1 × 62.       | Metropolitan Museum of Art, Nova Iorque                  |
|        | Natureza morta com buquê (Nature morte au bouquet)                                                                             | 1871         | Óleo sobre tela   | 74 × 59          | Museu de Belas-Artes, Houston                            |
|        | Rapha Maître | 1871         | Óleo sobre tela   | 130 × 83         | Colecção privada                                         |
|        | O Sena em Chatou (La Seine à Chatou)                                                                                           | 1871         | Óleo sobre tela   | 45.7 × 55.9      | Galeria de Arte de Ontário, Ottawa                       |
|        | Camille Monet | 1872         | Óleo sobre tela   | 61 × 50          | Musée Marmottan Monet, Paris                             |
|        | Camille Monet lendo (Camille Monet lisant)                                                                                     | 1872         | Óleo sobre tela   | 61.2 × 50.3      | Clark Art Institute, Williamstown (Massachusetts)        |
|        | Claude Monet/ O Leitor (Claude Monet/ Le Liseur)                                                                               | 1872         | Huile sur ciment  | 65 × 50          | National Gallery of Art, Washington D.C.                 |
|        | Claude Monet lendo (Claude Monet lisant)                                                                                       | 1872         | Óleo sobre tela   | 61 × 50          | Musée Marmottan Monet, Paris                             |
|        | Harém de Montmartre/ Parisienses en traje de argelinas (Intérieur de harem à Montmartre/ Parisiennes habillées en algériennes) | 1872         | Óleo sobre tela   | 156 × 128.8      | Museu Nacional de Arte Ocidental, Tóquio                 |
|        | A Senhora Monet recostada num sofá (Madame Monet étendue sur un sofa)                                                          | 1872         | Óleo sobre tela   | 53 × 71.7        | Museu Calouste Gulbenkian, Lisboa                        |
|        | A Pont-Neuf (Le Pont-Neuf) | 1872         | Óleo sobre tela   | 75.3 × 93.7      | National Gallery of Art, Washington D.C.                 |
|        | Rosas numa jarra (Roses dans un vase)                                                                                          | 1872         | Óleo sobre tela   | 66 × 41          | Colecção privada                                         |
|        | Mulher semi-nua deitada: a rosa (Femme demi-nue couchée: la rose)                                                              | ca 1872      | Óleo sobre tela   | 29.5 × 25        | Museu de Orsay, Paris                                    |
|        | A Sombrinha caída (L'Ombrelle renversée)                                                                                       | ca 1872      | Óleo sobre tela   | 65 × 54          | Clark Art Institute, Williamstown (Massachusetts)        |
|        | No bote em Argenteuil (Canotiers à Argenteuil)                                                                                 | 1873         | Óleo sobre tela   | 50 × 61          | Colecção privada                                         |
|        | Claude Monet pintando no seu jardim em Argenteuil (Claude Monet peignant dans son jardin à Argenteuil)                         | 1873         | Óleo sobre tela   | 50 × 62          | Wadsworth Atheneum, Hartford (Connecticut)               |
|        | Jovem lendo (Jeune Femme lisant)                                                                                               | 1873         | Óleo sobre tela   | 35.5 × 27.5      | Colecção privada                                         |
|        | La Mare com patos (La Mare aux canards)                                                                                        | 1873         | Óleo sobre tela   | 50.2 × 61        | Dallas Museum of Art, Dallas                             |
|        | La Mare com patos (La Mare aux canards)                                                                                        | 1873         | Óleo sobre tela   | 50.8 × 62.2      | Colecção privada                                         |
|        | Os Ceifeiros (Les Moissonneurs)                                                                                                | 1873         | Óleo sobre tela   | 60 × 74          | Colecção privada                                         |
|        | O Sena em Argenteuil (La Seine à Argenteuil                                                                                    | 1873         | Óleo sobre tela   | 46.5 × 65        | Museu de Orsay, Paris                                    |
|        | Vista de Bougival (Vue de Bougival)                                                                                            | 1873         | Óleo sobre tela   | 49.5 × 57.1      | Milwaukee Art Museum, Milwaukee                          |
|        | No Camarote (Dans la loge) | ca 1873      | Óleo sobre tela   | 27 × 22          | Colecção Durand-Ruel, Paris                              |
|        | Duas mulheres na relva (Deux femmes dans l'herbe)                                                                              | ca 1873      | Óleo sobre tela   | 59.7 × 73        | Fundação Barnes, Merion (Pensilvânia)                    |
|        | Camille Monet e o seu filho Jean no jardim em Argenteuil (Camille Monet et son fils Jean dans le jardin à Argenteuil)          | 1874         | Óleo sobre tela   | 50.4 × 68        | National Gallery of Art, Washington D.C.                 |
|        | Charles Le Cœur | 1874         | Óleo sobre tela   | 42 × 29          | Museu de Orsay, Paris                                    |
|        | A Dançarina (La Danseuse) | 1874         | Óleo sobre tela   | 142.5 × 94.5     | National Gallery of Art, Washington D.C.                 |
|        | Jardim em Fontenay (Jardin à Fontenay)                                                                                         | 1874         | Óleo sobre tela   | 51 × 62          | Museu Oskar Reinhart «Am Römerholz», Winterthur          |
|        | O Camarote (La Loge) | 1874         | Óleo sobre tela   | 80 × 63.5        | Instituto Courtauld, Londres                             |
|        | A Parisiense (La Parisienne)                                                                                                   | 1874         | Óleo sobre tela   | 163.2 × 108.3    | Museu Nacional, Cardiff                                  |
|        | O Pescador à linha (Le Pêcheur à la ligne)                                                                                     | 1874         | Óleo sobre tela   | 54 × 64          | Colecção privada                                         |
|        | Regatas em Argenteuil (Régates à Argenteuil)                                                                                   | 1874         | Óleo sobre tela   | 32.4 × 45.7      | National Gallery of Art, Washington D.C.                 |
|        | O Sena em Argenteuil (La Seine à Argenteuil)                                                                                   | 1874         | Óleo sobre tela   | 50 × 65          | Museu de Arte, Portland (Oregon)                         |
|        | Mulher, guarda-sol e criança (Femme, l'ombrelle et enfant)                                                                     | 1874-1876    | Óleo sobre tela   | 47 × 562         | Museu das Belas Artes, Boston                            |
|        | A Leitura do enredo (La Lecture du rôle)                                                                                       | 1874-1876    | Huile sur bois    | 9 × 7            | Museu de Belas Artes, Reims                              |
|        | A Leitora (La Liseuse) | 1874-1876    | Óleo sobre tela   | 46.5 × 38.5      | Museu de Orsay, Paris                                    |
|        | Paris no cais Malaquais (Paris, le quai Malaquais)                                                                             | ca 1874      | Óleo sobre tela   | 38 × 46          | Colecção privada                                         |
|        | Alphonsine Fournaise/ A Dama com sorriso (Alphonsine Fournaise/ La Dame au sourire)                                            | 1875         | Óleo sobre tela   | 42 × 33          | Museu de Arte de São Paulo, São Paulo                    |
|        | Junto à chaminé (Au coin de cheminée)                                                                                          | 1875         | Óleo sobre tela   | 61.5 × 50.6      | Staatsgalerie, Stuttgart                                 |
|        | Autoretrato (Autoportrait) | 1875         | Óleo sobre tela   | 39.1 × 31.7      | Clark Art Institute, Williamstown (Massachusetts)        |
|        | A Escolha das flores (La Cueillette des fleurs)                                                                                | 1875         | Óleo sobre tela   | 54.3 × 65.2      | National Gallery of Art, Washington D.C.                 |
|        | Mulher com guarda-sol num jardim (Femme à l'ombrelle dans un jardin)                                                           | 1875         | Óleo sobre tela   | 54.5 × 65        | Museu Thyssen-Bornemisza, Madrid                         |
|        | As Grandes Avenidas (Les Grands Boulevards)                                                                                    | 1875         | Óleo sobre tela   | 52.1 × 63.5      | Museu de Arte, Filadélfia                                |
|        | Moça num banco (Jeune Fille sur un banc)                                                                                       | 1875         | Óleo sobre tela   | 64 × 52          | Colecção privada                                         |
|        | Madame Victor Chocquet | 1875         | Óleo sobre tela   | 75 × 60          | Staatsgalerie, Stuttgart                                 |
|        | Monsieur Fournaise | 1875         | Óleo sobre tela   | 55.9 × 47        | Clark Art Institute, Williamstown (Massachusetts)        |
|        | Praça da Trinité (Place de la Trinité)                                                                                         | 1875         | Óleo sobre tela   | 54.5 × 65        | Colecção privada                                         |
|        | Praça da Trinité (Place de la Trinité)                                                                                         | 1875         | Óleo sobre tela   | 50 × 62          | Colecção privada                                         |
|        | A Praça de Saint-Georges (La Place Saint-Georges)                                                                              | 1875         | Óleo sobre tela   | Colecção privada |                                                          |
|        | Praça da Trinité (Le Square de la Trinité)                                                                                     | 1875         | Óleo sobre tela   | 54 × 65.4        | Colecção privada                                         |
|        | La Yole | 1875         | Óleo sobre tela   | 71 × 92          | National Gallery, Londres                                |
|        | Os Apaixonados (Les Amoureux)                                                                                                  | ca 1875      | Óleo sobre tela   | 175 × 130        | Galeria Nacional, Praga                                  |
|        | Mulher com gato (Femme au chat)                                                                                                | ca 1875      | Óleo sobre tela   | 56 × 46.4        | National Gallery of Art, Washington D.C.                 |
|        | Paisagem de neve (Paysage de neige)                                                                                            | ca 1875      | Óleo sobre tela   | 51 × 66          | Musée de l'Orangerie, Paris                              |
|        | A Ponte de Chatou (Le Pont de Chatou)                                                                                          | ca 1875      | Óleo sobre tela   | 51 × 65.2        | Clark Art Institute, Williamstown (Massachusetts)        |
|        | Uma empregada do restaurante Duval (Une serveuse du restaurant Duval)                                                          | ca 1875      | Óleo sobre tela   | 100.3 × 71.4     | Metropolitan Museum of Art, Nova Iorque                  |
|        | No jardim - Sob o caramanchão no Moulin de la Galette (Au jardin - Sous la tonnelle au moulin de la Galette)                   | ca 1875      | Óleo sobre tela   | 81 × 65          | Museu Pushkin, Moscovo                                   |
|        | Victor Chocquet | ca 1875      | Óleo sobre tela   | 53 × 43.5        | Museu de Arte Fogg, Cambridge (Massachusetts)            |
|        | Mulher ao piano (Femme au piano)                                                                                               | 1875-1876    | Óleo sobre tela   | 93.2\|74.2       | Instituto de Arte, Chicago                               |
|        | La Jeune Mère (La Promenade) (La Jeune Mère (La Promenade))                                                                    | 1875-1876    | Óleo sobre tela   | 170.2 × 108.3    | The Frick Collection, Nova Iorque                        |
|        | Torso, efeito do sol (Torse, effet de soleil)                                                                                  | 1875-1876    | Óleo sobre tela   | 81 × 65          | Museu de Orsay, Paris                                    |
|        | Madame Henriot em travesti/ O Pagem (Madame Henriot en travesti/ Le Page)                                                      | 1875-1877    | Óleo sobre tela   | 161.3 × 104.8    | Columbus Museum of Art, Columbus                         |
|        | Retrato de moço e de moça (Portrait d'un jeune homme et d'une jeune fille)                                                     | 1875-1880    | Óleo sobre tela   | 32\|46           | Musée de l'Orangerie, Paris                              |
|        | Alfred Sisley | 1876         | Óleo sobre tela   | 66.4 × 54.8      | Instituto de Arte, Chicago                               |
|        | Autoretrato (Autoportrait) | 1876         | Óleo sobre tela   | 70.8 × 54.6      | Museu de Arte Fogg, Cambridge (Massachusetts)            |
|        | Baile no Moulin de la Galette (Bal du moulin de la Galette)                                                                    | 1876         | Óleo sobre tela   | 131 × 175        | Museu de Orsay, Paris                                    |
|        | O Baloiço (La Balançoire) | 1876         | Óleo sobre tela   | 92 × 73          | Museu de Orsay, Paris                                    |
|        | A Cabeleira (La Chevelure) | 1876         | Óleo sobre tela   | 55.5 × 46        | National Gallery of Art, Washington D.C.                 |
|        | Mulher nua/ Tronco de Anna) (Femme nue/ Torse d'Anna)                                                                          | 1876         | Óleo sobre tela   | 92 × 73          | Museu Pushkin, Moscovo                                   |
|        | Retrato de mulher em negro/ Anna (Portrait de femme en noir/ Anna)                                                             | 1876         | Óleo sobre tela   | 63 × 53          | Hermitage, São Petersburgo                               |
|        | Menina com um regador (Fillette avec un arrosoir)                                                                              | 1876         | Óleo sobre tela   | 100 × 73         | National Gallery of Art, Washington D.C.                 |
|        | O Jardim da rua Cortot, Montmartre (Le Jardin de la rue Cortot, Montmartre)                                                    | 1876         | Óleo sobre tela   | 152 × 97         | Museu de Arte Carnegie, Pittsburgh                       |
|        | Jeanne Durand-Ruel | 1876         | Óleo sobre tela   | 113 × 74         | Fundação Barnes, Merion (Pensilvânia)                    |
|        | Mulher jovem em negro (Jeune Femme en noir)                                                                                    | 1876         | Óleo sobre tela   | 60.5 × 40.4      | Neue Pinakothek de Munique                               |
|        | Madame Alphonse Daudet | 1876         | Óleo sobre tela   | 46 × 38          | Museu de Orsay, Paris                                    |
|        | Menina Georgette Charpentier sentada (Mademoiselle Georgette Charpentier assise)                                               | 1876         | Óleo sobre tela   | 97.8 × 70.8      | Museu de Arte Bridgestone, Tóquio                        |
|        | Nini no jardim (Nini dans le jardin)                                                                                           | 1876         | Óleo sobre tela   | 61.9 × 50.8      | Metropolitan Museum of Art, Nova Iorque                  |
|        | Retrato de Victor Choquet (Portrait de Victor Choquet)                                                                         | 1876         | Óleo sobre tela   | 46 × 36          | Museu Oskar Reinhart «Am Römerholz», Winterthur          |
|        | O Primeiro Passo (Le Premier Pas)                                                                                              | 1876         | Óleo sobre tela   | 111 × 80.5       | Colecção privada                                         |
|        | O Sena em Champrosay (La Seine à Champrosay)                                                                                   | 1876         | Óleo sobre tela   | 55 × 66          | Museu de Orsay, Paris                                    |
|        | A Ingénua (L'Ingénue) | ca 1876      | Óleo sobre tela   | 55 × 46          | Clark Art Institute, Williamstown (Massachusetts)        |
|        | Madame Henriette Henriot | ca 1876      | Óleo sobre tela   | 65.8 × 49.5      | National Gallery of Art, Washington D.C.                 |
|        | Caminho a subir com ervas altas (Chemin montant dans les hautes herbes)                                                        | 1876-1877    | Óleo sobre tela   | 60 × 74          | Museu de Orsay, Paris                                    |
|        | Jovem sentada/ O Pensamento (Jeune Femme assise/ La Pensée)                                                                    | 1876-1877    | Óleo sobre tela   | 66 × 55.5        | Barber Institute of Fine Arts, Birmingham                |
|        | Madame Georges Charpentier | 1876-1877    | Óleo sobre tela   | 46.5 × 38        | Museu de Orsay, Paris                                    |
|        | A Primeira Saída (La Première Sortie)                                                                                          | 1876-1877    | Óleo sobre tela   | 65 × 49.5        | National Gallery, Londres                                |
|        | No bote (En canot) | 1877         | Óleo sobre tela   | 73 × 92.4        | Colecção privada                                         |
|        | Mulher levantando a saia (Femme relevant sa jupe)                                                                              | 1877         | Óleo sobre tela   | 69 × 23          | Colecção privada                                         |
|        | Georges Rivière | 1877         | Huile sur ciment  | 36.8 × 29.3      | National Gallery of Art, Washington D.C.                 |
|        | Jeanne Samary | 1877         | Óleo sobre tela   | 46 × 44          | Bibliothèque-musée de la Comédie-Française, Paris        |
|        | Jeanne Samary em busto/ O Devaneio (Jeanne Samary en buste/ La Rêverie)                                                        | 1877         | Óleo sobre tela   | 56 × 47          | Museu Pushkin, Moscovo                                   |
|        | Retrato da condessa de Pourtalès (Portrait de la comtesse de Pourtalès)                                                        | 1877         | Óleo sobre tela   | 95 × 72          | Museu de Arte de São Paulo, São Paulo                    |
|        | A saída do Conservatório (La Sortie du Conservatoire)                                                                          | 1877         | Óleo sobre tela   | 187.3 × 117.5    | Fundação Barnes, Merion (Pensilvânia)                    |
|        | No café (Au café) | ca 1877      | Óleo sobre tela   | 39.3 × 34.3      | Museu Kröller-Müller, Otterlo (Países Baixos)            |
|        | Gente jovem na rua (Jeunes gens dans la rue)                                                                                   | ca 1877      | Pastel sur papier | 63.5 × 49        | Museum Ordrupgaard, Charlottenlund (Copenhague)          |
|        | Na modista (Chez la modiste)                                                                                                   | 1878         | Óleo sobre tela   | 32.9 × 24.8      | Museu de Arte Fogg, Cambridge (Massachusetts)            |
|        | Confidências (Confidences) | 1878         | Óleo sobre tela   | 61.5 × 50.5      | Museu Oskar Reinhart «Am Römerholz», Winterthur          |
|        | Senhora Georges Charpentier e os seus filhos (Madame Georges Charpentier et ses enfants)                                       | 1878         | Óleo sobre tela   | 153.7 × 190.2    | Metropolitan Museum of Art, Nova Iorque                  |
|        | Retrato da actriz Jeanne Samary (Portrait de l'actrice Jeanne Samary)                                                          | 1878         | Óleo sobre tela   | 174 × 105        | Hermitage, São Petersburgo                               |
|        | Retrato dito de Margot (Portrait dit de Margot)                                                                                | 1878         | Óleo sobre tela   | 46.5\|38         | Museu de Orsay, Paris                                    |
|        | Pequeno nu azul (Petit nu bleu)                                                                                                | 1878-1879    | Óleo sobre tela   | 46.3 × 38.1      | Galeria de Arte Albright-Knox, Buffalo                   |
|        | Acrobatas do circo Fernando/ Francisca e Angelina Wartenberg (Acrobates au cirque Fernando/ Francisca et Angelina Wartenberg)  | 1879         | Óleo sobre tela   | 131.5 × 99.5     | Instituto de Arte, Chicago                               |
|        | Alphonsine Fournaise | 1879         | Óleo sobre tela   | 73.5 × 93        | Museu de Orsay, Paris                                    |
|        | Buquê de rosas (Bouquet de roses)                                                                                              | 1879         | Óleo sobre tela   | 83.1 × 65.7      | Clark Art Institute, Williamstown (Massachusetts)        |
|        | Barqueiros em Chatou (Canotiers à Chatou)                                                                                      | 1879         | Óleo sobre tela   | 81.2 × 100.2     | National Gallery of Art, Washington D.C.                 |
|        | Seara (Champ de blé) | 1879         | Óleo sobre tela   | 50.5 × 61        | Museu Thyssen-Bornemisza, Madrid                         |
|        | O Fim do almoço (La Fin du déjeuner)                                                                                           | 1879         | Óleo sobre tela   | 100.5 × 81.3     | Städel, Frankfurt am Main                                |
|        | Mulher jovem cosendo (Jeune Femme cousant)                                                                                     | 1879         | Óleo sobre tela   | 61.5 × 50.3      | Instituto de Arte, Chicago                               |
|        | Marthe Bérard/ A Filhota, de cinto azul (Marthe Bérard/ La Fillette, la ceinture bleue)                                        | 1879         | Óleo sobre tela   | 131 × 77         | Museu de Arte de São Paulo, São Paulo                    |
|        | Apanhadoras de mexilhão em Berneval (Les Pêcheuses de moules à Berneval)                                                       | 1879         | Óleo sobre tela   | 175.3 × 130.2    | Fundação Barnes, Merion (Pensilvânia)                    |
|        | Pequena Boémia (Petite Bohémienne)                                                                                             | 1879         | Óleo sobre tela   | 73 × 54          | Colecção privada                                         |
|        | Retrato de jovem morena, sentada com as mãos entrelaçadas (Portrait de jeune fille brune, assise les mains croisées)           | 1879         | Pastel sur papier | 61 × 48          | Museu de Orsay, Paris                                    |
|        | Retrato do artista (Portrait de l'artiste)                                                                                     | 1879         | Óleo sobre tela   | 19 × 14          | Museu de Orsay, Paris                                    |
|        | A Sonhadora (La Rêveuse) | 1879         | Óleo sobre tela   | 51.1 × 61.9      | Museu de Arte, St. Louis (Missouri)                      |
|        | Roseiral em Wargemont (Roseraie à Wargemont)                                                                                   | 1879         | Óleo sobre tela   | 63.5 × 80        | Colecção privada                                         |
|        | Thérèse Berard | 1879         | Óleo sobre tela   | 56 × 47          | Clark Art Institute, Williamstown (Massachusetts)        |
|        | A Vague (La Vague) | 1879         | Óleo sobre tela   | 64.8 × 99.2      | Instituto de Arte, Chicago                               |
|        | Os Vindimadores (Les Vendangeurs)                                                                                              | 1879         | Óleo sobre tela   | 54.2 × 65.4      | National Gallery of Art, Washington D.C.                 |
|        | Almoço à beira do rio/ Os Barqueiros (Le Déjeuner au bord de la rivière/ Les Canotiers)                                        | ca 1879      | Óleo sobre tela   | 55.1 × 65.9      | Instituto de Arte, Chicago                               |
|        | Paisagens junto ao Sena (Paysages Bords de Seine)                                                                              | ca 1879      | Óleo sobre tela   | 14 × 23          | Museu de Arte, Baltimore                                 |
|        | Perto do lago (Près du lac) | 1879-1880    | Óleo sobre tela   | 47.5 × 56.3      | Instituto de Arte, Chicago                               |
|        | Margem do Sena em Argenteuil (Les Bords de la Seine à Argenteuil)                                                              | 1880         | Óleo sobre tela   | 55 × 65.5        | Colecção privada                                         |
|        | Mulher com chapéu de palha/ Alphonsine Fournaise (Femme au chapeau de paille/ Alphonsine Fournaise)                            | 1880         | Óleo sobre tela   | 50.2 × 61        | Colecção privada                                         |
|        | Menina com falcão/ Menina Fleury como Argelina (Fillette au faucon/ Mademoiselle Fleury en Algérienne)                         | 1880         | Óleo sobre tela   | 126.5\|78.2      | Clark Art Institute, Williamstown (Massachusetts)        |
|        | Moça adormecida com gato (Jeune Fille endormie au chat)                                                                        | 1880         | Óleo sobre tela   | 120 × 94         | Clark Art Institute, Williamstown (Massachusetts)        |
|        | Senhora Renoir com cão (Madame Renoir au chien)                                                                                | 1880         | Óleo sobre tela   | 32 × 41          | Collection Durand-Ruel, Paris                            |
|        | A Ceifa em Berneval (La Moisson à Berneval)                                                                                    | 1880         | Óleo sobre tela   | 50.8 × 61        | Colecção privada                                         |
|        | Retrato de Irène Cahen d'Anvers (Portrait de Mademoiselle Irène Cahen d'Anvers)                                                | 1880         | Óleo sobre tela   | 65 × 54          | Fundação e Colecção Emil G. Bührle, Zurique              |
|        | Banhista no rochedo (Baigneuse au rocher)                                                                                      | ca 1880      | Óleo sobre tela   | 92 × 73          | Musée Marmottan Monet, Paris                             |
|        | Ramalhete envolto (Bouquet dans une loge)                                                                                      | ca 1880      | Óleo sobre tela   | 40 × 51          | Musée de l'Orangerie, Paris                              |
|        | No bosque (Dans les bois) | ca 1880      | Óleo sobre tela   | 55.8 × 46.3      | Museu Nacional de Arte Ocidental, Tóquio                 |
|        | Mulher nua (Femme nue) | ca 1880      | Óleo sobre tela   | 80.5 × 65        | Musée Rodin, Paris                                       |
|        | Nu feminino (Nu féminin) | ca 1880      | Óleo sobre tela   | 32 × 40          | Ashmolean Museum, Oxford                                 |
|        | A Praça Clichy (La Place Clichy)                                                                                               | ca 1880      | Óleo sobre tela   | 65 × 44          | Fitzwilliam Museum, Cambridge                            |
|        | O Almoço dos Barqueiros (Le Déjeuner des canotiers)                                                                            | 1880-1881    | Óleo sobre tela   | 130.2 × 175.6    | Colecção Phillips, Washington D.C.                       |
|        | Moças de escuro (Jeunes Filles en noir)                                                                                        | 1880-1882    | Óleo sobre tela   | 81.3 × 65.2      | Museu Pushkin, Moscovo                                   |
|        | Albert Cahen d'Anvers | 1881         | Óleo sobre tela   | 79.8 × 63.7      | J. Paul Getty Museum, Los Angeles                        |
|        | Banhista loura (Baigneuse blonde)                                                                                              | 1881         | Óleo sobre tela   | 81.8 × 65.7      | Clark Art Institute, Williamstown (Massachusetts)        |
|        | Ramalhete de crisântemos (Bouquet de chrysanthèmes)                                                                            | 1881         | Óleo sobre tela   | 66 × 55.6        | Metropolitan Museum of Art, Nova Iorque                  |
|        | Bananeiral (Champ de bananiers)                                                                                                | 1881         | Óleo sobre tela   | 51.5 × 63.5      | Museu de Orsay, Paris                                    |
|        | As Duas Irmãs/ No terraço (Les Deux Sœurs/ Sur la terrasse)                                                                    | 1881         | Óleo sobre tela   | 100.5 × 81       | Instituto de Arte, Chicago                               |
|        | A Mulher do leque (La Femme à l'éventail)                                                                                      | 1881         | Óleo sobre tela   | 65 × 50          | Hermitage, São Petersburgo                               |
|        | Flores e Gatos (Fleurs et Chats)                                                                                               | 1881         | Óleo sobre tela   | 92.7 × 73.7      | Colecção privada                                         |
|        | Frutos do Sul (Fruits du Midi)                                                                                                 | 1881         | Óleo sobre tela   | 50.7 × 65.3      | Instituto de Arte, Chicago                               |
|        | Jeanne Henriot/ Moça do chapéu azul (Jeanne Henriot/ Fillette au chapeau bleu)                                                 | 1881         | Óleo sobre tela   | 40 × 35          | Colecção privada                                         |
|        | Moça argelina (Jeune Fille algérienne)                                                                                         | 1881         | Óleo sobre tela   | 50.8 × 40.6      | Museu das Belas Artes, Boston                            |
|        | Mãe e filho (Mère et enfant)                                                                                                   | 1881         | Óleo sobre tela   | 121 × 85.4       | Fundação Barnes, Merion (Pensilvânia)                    |
|        | A Mesquita/ Festa árabe (La Mosquée/ Fête arabe)                                                                               | 1881         | Óleo sobre tela   | 73.5 × 92        | Museu de Orsay, Paris                                    |
|        | Cebolas (Oignons) | 1881         | Óleo sobre tela   | 39.1 × 60.6      | Clark Art Institute, Williamstown (Massachusetts)        |
|        | O Palácio dos Doges em Veneza (Le Palais des Doges à Venise)                                                                   | 1881         | Óleo sobre tela   | 54.5 × 65        | Clark Art Institute, Williamstown (Massachusetts)        |
|        | Paisagem argelina: A ravina da mulher selvagem (Paysage algérien: Le Ravin de la femme sauvage)                                | 1881         | Óleo sobre tela   | 65.5 × 81        | Museu de Orsay, Paris                                    |
|        | A Praça de S. Marcos, Veneza (La Place Saint-Marc, Venise)                                                                     | 1881         | Óleo sobre tela   | 65.4 × 81.3      | Minneapolis Institute of Arts, Minneapolis               |
|        | Ponte ferroviária em Chatou/ Castanheiros em flor (Pont du chemin de fer à Chatou/ Les Marronniers roses)                      | 1881         | Óleo sobre tela   | 54 × 65.5        | Museu de Orsay, Paris                                    |
|        | Retrato de Alfred Berard com o seu cão (Portrait d'Alfred Berard avec son chien)                                               | 1881         | Óleo sobre tela   | 65.2 × 51.1      | Museu de Arte, Filadélfia                                |
|        | Rosa e azul/ Alice e Élisabeth Cahen de Anvers (Rose et bleue/ Alice et Élisabeth Cahen d'Anvers)                              | 1881         | Óleo sobre tela   | 119 × 74         | Museu de Arte de São Paulo, São Paulo                    |
|        | O Sena em Chatou (La Seine à Chatou)                                                                                           | 1881         | Óleo sobre tela   | 73.3 × 92.4      | Museu das Belas Artes, Boston                            |
|        | Os Barqueiros/ Aline Charigot e Renoir (Les Canotiers/ Aline Charigot et Renoir)                                               | ca 1881      | Óleo sobre tela   | 45.1 × 58.4      | Museu das Belas Artes, Boston                            |
|        | Moça com um leque (Jeune Fille avec un éventail)                                                                               | ca 1881      | Óleo sobre tela   | 65 × 54          | Clark Art Institute, Williamstown (Massachusetts)        |
|        | Crisântemos (Chrysanthèmes) | 1881-1882    | Óleo sobre tela   | 54.7 × 65.9      | Instituto de Arte, Chicago                               |
|        | Pêssegos (Pêches) | 1881-1882    | Óleo sobre tela   | 38 × 47          | Musée de l'Orangerie, Paris                              |
|        | Os Guarda-chuvas (Les Parapluies)                                                                                              | 1881-1886    | Óleo sobre tela   | 180.3 × 114.9    | National Gallery, Londres                                |
|        | Charles et Georges Durand-Ruel                                                                                                 | 1882         | Óleo sobre tela   | 65 × 81          | Collection Durand-Ruel, Paris                            |
|        | Jardim em Argel (Le Jardin d'essai à Alger)                                                                                    | 1882         | Óleo sobre tela   | Desconhecidas    | Colecção privada                                         |
|        | Marie-Thérèse Durand-Ruel cosendo (Marie-Thérèse Durand-Ruel cousant)                                                          | 1882         | Óleo sobre tela   | 64.8 × 53.8      | Clark Art Institute, Williamstown (Massachusetts)        |
|        | Mesquita em Argel (Mosquée à Alger)                                                                                            | 1882         | Óleo sobre tela   | 48.9 × 59        | Colecção privada                                         |
|        | A Ponte de Argenteuil no outono (Le Pont d'Argenteuil en automne)                                                              | 1882         | Óleo sobre tela   | 54.3 × 65.8      | Colecção privada                                         |
|        | Richard Wagner | 1882         | Óleo sobre tela   | 53 × 46          | Museu de Orsay, Paris                                    |
|        | Rochedos no Estaque (Rochers à l'Estaque)                                                                                      | 1882         | Óleo sobre tela   | 66.4 × 81        | Museu das Belas Artes, Boston                            |
|        | Banhista sentada (Baigneuse assise)                                                                                            | 1882-1885    | Óleo sobre tela   | 54.5 × 42        | Colecção privada                                         |
|        | Dança em Bougival (Bal à Bougival, ou Danse à Bougival)                                                                        | 1882-1883    | Óleo sobre tela   | 181.9 × 98.1     | Museu das Belas Artes, Boston                            |
|        | Brouillard à Guernesey (Brouillard à Guernesey)                                                                                | 1883         | Óleo sobre tela   | 53.3 × 65.1      | Museu de Arte, Cincinnati                                |
|        | Dança no campo (Danse à la campagne)                                                                                           | 1883         | Óleo sobre tela   | 180 × 90         | Museu de Orsay, Paris                                    |
|        | Dança na Cidade (Danse à la ville)                                                                                             | 1883         | Óleo sobre tela   | 180 × 90         | Museu de Orsay, Paris                                    |
|        | Mulher argelina (Femme algérienne)                                                                                             | 1883         | Óleo sobre tela   | 40 × 32          | Colecção privada                                         |
|        | Mulher sentada à beira-mar (Femme assise au bord de la mer)                                                                    | 1883         | Óleo sobre tela   | 92.1 × 72.4      | Metropolitan Museum of Art, Nova Iorque                  |
|        | Mulher nua numa paisagem (Femme nue dans un paysage)                                                                           | 1883         | Óleo sobre tela   | 65 × 54          | Musée de l'Orangerie, Paris                              |
|        | Menino na praia de Yport (Jeune garçon sur la plage d'Yport)                                                                   | 1883         | Óleo sobre tela   | 130.2 × 80       | Fundação Barnes, Merion (Pensilvânia)                    |
|        | Nu reclinado (Nu couché) | 1883         | Óleo sobre tela   | 65.1 × 81.3      | Metropolitan Museum of Art, Nova Iorque                  |
|        | Praia de Guernesey (Plage de Guernesey)                                                                                        | 1883         | Óleo sobre tela   | 32 × 41.35       | Colecção privada                                         |
|        | No Jardim do Luxemburgo (Au jardin du Luxembourg)                                                                              | ca 1883      | Óleo sobre tela   | 64 × 53          | Colecção privada                                         |
|        | Baía do Moulin Huet em Guernesey (Baie de Moulin Huet à Guernesey)                                                             | ca 1883      | Óleo sobre tela   | 29.2 × 54        | National Gallery, Londres                                |
|        | Buquê de crisântemos (Bouquet de chrysanthèmes)                                                                                | ca 1883-1885 | Óleo sobre tela   | 81.5 × 65.5      | Museu de Belas Artes, Ruão                               |

## Período Seco (entre 1883 e 1887)
| Imagem | Título                                                                                  | Ano       | Técnica         | Dimensões     | Local de conservação                              |
| ------ | --------------------------------------------------------------------------------------- | --------- | --------------- | ------------- | ------------------------------------------------- |
|        | A tarde das crianças em Wargemont (L'Après-midi des enfants à Wargemont)                | 1884      | Óleo sobre tela | 127 × 173     | Alte Nationalgalerie, Berlim                      |
|        | A Trança (Suzanne Valadon) (La Natte (Suzanne Valadon))                                 | 1884-1886 | Óleo sobre tela | 56 × 47       | Museum Langmatt, Baden (Suíça)                    |
|        | As Grandes Banhistas (Les Grandes Baigneuses)                                           | 1884-1887 | Óleo sobre tela | 117.8 × 170.8 | Museu de Arte de Filadélfia, Filadélfia           |
|        | O Penteado, ou Banhista penteando-se (La Coiffure, ou Baigneuse arrangeant ses cheveux) | 1885      | Óleo sobre tela | 92 × 73       | Clark Art Institute, Williamstown (Massachusetts) |
|        | Criança com chicote (L'Enfant au fouet)                                                 | 1885      | Óleo sobre tela | 107 × 75      | Hermitage, São Petersburgo                        |
|        | Menina com arco (Fillette au cerceau)                                                   | 1885      | Óleo sobre tela | 125.7 × 76.6  | National Gallery of Art, Washington D.C.          |
|        | Aline Charigot (Madame Renoir)                                                          | ca 1885   | Óleo sobre tela | 65.4 × 54     | Museu de Arte de Filadélfia, Filadélfia           |
|        | Gladíolos (Glaïeuls)                                                                    | ca 1885   | Óleo sobre tela | 75 × 54.5     | Museu de Orsay, Paris                             |
|        | Suzanne Valadon                                                                         | ca 1885   | Óleo sobre tela | 41.3 × 31.8   | National Gallery of Art, Washington D.C.          |
|        | Banhista (Baigneuse)                                                                    | 1885-1890 | Óleo sobre tela | 39.4 × 29.2   | National Gallery, Londres                         |
|        | Jovem lendo (Jeune Fille lisant)                                                        | 1886      | Óleo sobre tela | 55.5 × 46.5   | Städel, Frankfurt am Main                         |
|        | Depois do banho/ Pequena Banhista (Après le bain/ Petite Baigneuse)                     | 1887      | Óleo sobre tela | 60 × 54       | Galeria Nacional, Oslo                            |
|        | Julie Manet                                                                             | 1887      | Óleo sobre tela | 65 × 54       | Museu de Orsay, Paris                             |
|        | Maternidade/ Criança com biscoito (Maternité/ L'Enfant au biscuit)                      | 1887      | Óleo sobre tela | 56 × 46.5     | Colecção privada                                  |
|        | Mulher penteando-se (Femme se coiffant)                                                 | 1887      | Óleo sobre tela | 65.3 × 54     | Hermitage, São Petersburgo                        |
|        | Lavadeira com criança (Lavandière à l'enfant)                                           | ca 1887   | Óleo sobre tela | 81.3 × 65.4   | Fundação Barnes, Merion (Filadélfia)              |
|        | Tête de femme                                                                           | ca 1887   | Óleo sobre tela | 42 × 32       | Colecção privada                                  |

## Período Iridescente (após 1888)
| Imagem | Título | Ano                                | Técnica         | Dimensões     | Local de conservação                               |
| ------ | --- | ---------------------------------- | --------------- | ------------- | -------------------------------------------------- |
|        | As Filhas de Catulle Mendès (Les Filles de Catulle Mendès)                                                     | 1888                               | Óleo sobre tela | 161.9 × 129.9 | Metropolitan Museum of Art, Nova Iorque            |
|        | Moça no banho (Jeune Femme se baignant)                                                                        | 1888                               | Óleo sobre tela | 85 × 66       | Colecção privada                                   |
|        | Nu aquático (Nu dans l'eau)                                                                                    | 1888                               | Óleo sobre tela | 84 × 65       | Colecção privada                                   |
|        | Menina com molho de espigas (Petite fille à la gerbe)                                                          | 1888                               | Óleo sobre tela | 65 × 54       | Museu de Arte de São Paulo, São Paulo              |
|        | Flores colhidas/ No prado) (La Cueillette des fleurs/ Dans la prairie)                                         | 1888-1892                          | Óleo sobre tela | 81.3 × 65.4   | Metropolitan Museum of Art, Nova Iorque            |
|        | Mulher e a carta (Femme à la lettre)                                                                           | ca 1888 ou ca 1895                 | Óleo sobre tela | 65 × 54       | Musée de l'Orangerie, Paris                        |
|        | A serra de Sainte-Victoire (La Montagne Sainte-Victoire)                                                       | 1889                               | Óleo sobre tela | 53 × 64.1     | Yale University Art Gallery, New Haven             |
|        | Moças lendo/ As duas irmãs (Jeunes Filles lisant/ Les Deux Sœurs)                                              | ca 1889                            | Óleo sobre tela | 64 × 54       | Colecção privada                                   |
|        | A Vendedora de laranjas (La Marchande d'oranges)                                                               | ca 1889                            | Óleo sobre tela | 128.8 × 41.8  | National Gallery of Art, Washington D.C.           |
|        | A Vendedora de peixes (La Marchande de poissons)                                                               | ca 1889                            | Óleo sobre tela | 130.7 × 41.8  | National Gallery of Art, Washington D.C.           |
|        | Senhora Renoir e o filho Pierre (Madame Renoir et son fils Pierre)                                             | 1890                               | Óleo sobre tela | 19 × 16       | Colecção privada                                   |
|        | Jovem sentada (Jeune Femme assise)                                                                             | ca 1890                            | Óleo sobre tela | 91 × 72       | Colecção privada                                   |
|        | Jovem com chapéu rosa e negro (Jeune Fille au chapeau rose et noir)                                            | ca 1890                            | Óleo sobre tela | 40.6 × 32.4   | Metropolitan Museum of Art, Nova Iorque            |
|        | Nu salpicado (Nu barbotant)                                                                                    | ca 1890                            | Óleo sobre tela | 41.3 × 33.7   | Fundação Barnes, Merion (Filadélfia)               |
|        | Retrato de duas meninas (Portrait de deux fillettes)                                                           | ca 1890                            | Óleo sobre tela | 46.5 × 55     | Musée de l'Orangerie, Paris                        |
|        | Cabeça de menina (Tête d'une jeune fille)                                                                      | ca 1890                            | Óleo sobre tela | 42.6 × 33.3   | National Gallery of Art, Washington D.C.           |
|        | Meninas lendo (Jeunes Filles lisant)                                                                           | 1890-1891                          | Óleo sobre tela | 56.5 × 48.2   | Museu de Arte de Los Angeles, Los Angeles          |
|        | Mulher com chapéu (Femme au chapeau)                                                                           | 1891                               | Óleo sobre tela | 56 × 46.5     | Museu Nacional de Arte Ocidental, Tóquio           |
|        | A Lavadeira (La Laveuse)                                                                                       | ca 1891                            | Óleo sobre tela | 46 × 56       | Colecção privada                                   |
|        | Banhista sentada (Baigneuse assise)                                                                            | 1892                               | Óleo sobre tela | 81.3 × 49.5   | Metropolitan Museum of Art, Nova Iorque            |
|        | Banhista sentada no rochedo (Baigneuse assise au rocher)                                                       | 1892                               | Óleo sobre tela | 80 × 64       | Colecção privada                                   |
|        | Meninas ao piano (Jeunes filles au piano)                                                                      | 1892                               | Óleo sobre tela | 116 x 81      | Musée de l'Orangerie, Paris                        |
|        | Raparigas ao Piano (Jeunes filles au piano)                                                                    | 1892                               | Óleo sobre tela | 116 × 90      | Museu de Orsay, Paris                              |
|        | Retrato de Stéphane Mallarmé (Stéphane Mallarmé)                                                               | 1892                               | Óleo sobre tela | 50 × 40       | Palácio de Versalhes, Versalhes                    |
|        | Meninas vendo um álbum (Jeunes Filles regardant un album)                                                      | ca 1892                            | Óleo sobre tela | 81.3 × 64.3   | Virginia Museum of Fine Arts, Richmond             |
|        | Banhista penteando-se (Baigneuse se coiffant)                                                                  | 1893                               | Óleo sobre tela | 92.5 × 74     | National Gallery of Art, Washington D.C.           |
|        | Paisagem em Beaulieu (Paysage à Beaulieu)                                                                      | ca 1893                            | Óleo sobre tela | 65.1 × 81     | Museu das Belas-Artes, San Francisco               |
|        | Meninas num jardim em Montmartre (Jeunes Filles dans un jardin à Montmartre)                                   | 1893-1895                          | Óleo sobre tela | 37 × 50       | Colecção privada                                   |
|        | Berthe Morisot e a filha Julie Manet (Berthe Morisot et sa fille Julie Manet)                                  | 1894                               | Óleo sobre tela | 81 × 65       | Colecção privada                                   |
|        | Moças a ver o mar (Jeunes Filles au bord de la mer)                                                            | 1894                               | Óleo sobre tela | 55 × 46       | Colecção privada                                   |
|        | Moça penteando-se (Young Girl Combing Her Hair)                                                                | 1894                               |                 |               |                                                    |
|        | A Criança e a ama (L'Enfant et sa bonne)                                                                       | 1895                               | Óleo sobre tela | 79 × 63.5     | Colecção privada                                   |
|        | Retrato de crianças/ As Filhas de Martial Caillebotte (Portrait d'enfants/ Les Enfants de Martial Caillebotte) | 1895                               | Óleo sobre tela | 65 × 82       | Colecção privada                                   |
|        | Banhista dos cabelos compridos (Baigneuse aux cheveux longs)                                                   | ca 1895                            | Óleo sobre tela | 82 × 65       | Musée de l'Orangerie, Paris                        |
|        | Christine Lerolle bordando (Christine Lerolle brodant)                                                         | ca 1895                            | Óleo sobre tela | 82.6 × 65.8   | Museu de Arte, Columbus (Ohio)                     |
|        | Gabrielle e Jean                                                                                               | ca 1895                            | Óleo sobre tela | 65 × 54       | Musée de l'Orangerie, Paris                        |
|        | Gabrielle, Jean e uma menina (Gabrielle, Jean et une petite fille)                                             | ca 1895                            | Óleo sobre tela | 65 × 80       | Colecção privada                                   |
|        | A Primavera/ A Fontee) (Le Printemps/ La Source)                                                               | ca 1895                            | Óleo sobre tela | 65.5 × 55.5   | Fundação Barnes, Merion (Filadélfia)               |
|        | Banhista sentada numa paisagem, dita Eurídice (Baigneuse assise dans un paysage, dite Eurydice)                | 1895-1900                          | Óleo sobre tela | 116 × 89      | Museu Picasso (Paris), Paris                       |
|        | Banhista de pé (Baigneuse debout)                                                                              | 1896                               | Óleo sobre tela | 81 × 60       | Colecção privada                                   |
|        | A Família do artista (La Famille de l'artiste)                                                                 | 1896                               | Óleo sobre tela | 173 × 140     | Fundação Barnes, Merion (Filadélfia)               |
|        | Graziella | 1896                               | Óleo sobre tela | 65.4 × 54     | Detroit Institute of Arts, Detroit                 |
|        | Mulher com colarinho vermelho (Femme à la collerette rouge)                                                    | ca 1896                            | Óleo sobre tela | 41.3 × 33.3   | Museu de Arte de Filadélfia, Filadélfia            |
|        | Retrato de Jeanne Baudot (Portrait de Jeanne Baudot)                                                           | 1896                               | Óleo sobre tela | 25 × 40.5     | Colecção privada                                   |
|        | Christine Lerolle                                                                                              | 1897                               | Óleo sobre tela | 57.5 × 53.5   | Colecção privada                                   |
|        | Banhistas na floresta (Baigneuses dans la forêt)                                                               | ca 1897                            | Óleo sobre tela | 73.7 × 99.7   | Fundação Barnes, Merion (Filadélfia)               |
|        | Cariátides (Cariatides)                                                                                        | ca 1897                            | Óleo sobre tela | 130 × 41      | Museu Renoir, Cagnes-sur-Mer                       |
|        | Tocadora de viola (Joueuse de guitare)                                                                         | ca 1897                            | Óleo sobre tela | 81 × 65       | Museu das Belas Artes, Lyon                        |
|        | Três Banhistas com caranguejo (Trois baigneuses au crabe)                                                      | ca 1897                            | Óleo sobre tela | 54.6 × 65.7   | Cleveland Museum of Art, Cleveland                 |
|        | Yvonne e Christine Lerolle ao piano (Yvonne et Christine Lerolle au piano)                                     | ca 1897                            | Óleo sobre tela | 73 × 92       | Musée de l'Orangerie, Paris                        |
|        | Jovem Espanhola tocando viola (Jeune Espagnole jouant de la guitare)                                           | 1898                               | Óleo sobre tela | 55.6 × 65.2   | National Gallery of Art, Washington D.C.           |
|        | A Jovem Mãe (La Jeune Mère)                                                                                    | 1898                               | Óleo sobre tela | 56 × 47       | Colecção privada                                   |
|        | Flores num jarro (Fleurs dans un vase)                                                                         | ca 1898                            | Óleo sobre tela | 55 × 46       | Musée de l'Orangerie, Paris                        |
|        | Jean Renoir cosendo (Jean Renoir cousant)                                                                      | ca 1899                            | Óleo sobre tela | 55.4 × 46.5   | Instituto de Arte, Chicago                         |
|        | Maçãs e peras (Pommes et poires)                                                                               | Impreciso, 1º quartel século XX    | Óleo sobre tela | 32 × 41       | Musée de l'Orangerie, Paris                        |
|        | Adormecida (Dormeuse)                                                                                          | 1900                               | Óleo sobre tela | 67 × 55       | Colecção privada                                   |
|        | Primavera em Essoyes (Printemps à Essoyes)                                                                     | ca 1900                            | Óleo sobre tela | 50.1 × 62.2   | Museu de Arte, Indianapolis                        |
|        | La Toilette | ca 1900                            | Óleo sobre tela | 145.7 × 97.8  | Fundação Barnes, Merion (Filadélfia)               |
|        | Jean Renoir desenhando (Jean Renoir dessinant)                                                                 | 1901                               | Óleo sobre tela | 45.1 × 54.6   | Virginia Museum of Fine Arts, Richmond             |
|        | Pierrot branco (Pierrot blanc)                                                                                 | 1901-1902                          | Óleo sobre tela | 79.1 × 61.9   | Detroit Institute of Arts, Detroit                 |
|        | Nu Reclinado/ A Padeira (Nu couché/ La Boulangère)                                                             | 1902                               | Óleo sobre tela | 54 × 64.7     | Colecção privada                                   |
|        | A Fonte. Nu alongado (La Source. Nu allongé)                                                                   | 1902                               | Óleo sobre tela | 67.3 × 154    | Galerie Beyeler, Basileia                          |
|        | Banhista (Baigneuse)                                                                                           | 1903                               | Óleo sobre tela | 92.7 × 73.4   | Galeria Belvedere, Viena                           |
|        | Mulher nua deitada (Femme nue couchée)                                                                         | 1903                               | Óleo sobre tela | 65 × 156      | Colecção privada                                   |
|        | As Grandes Banhistas (Les Grandes Baigneuses)                                                                  | 1903                               | Óleo sobre tela | 112 × 166     | Museu Masséna, Nice                                |
|        | Coco (Claude Renoir)                                                                                           | 1903-1904                          | Óleo sobre tela | 29 × 24       | Museu de Arte de São Paulo, São Paulo              |
|        | Ode às flores/ Ode às flores a partir de Anacreonte (Ode aux fleurs/ Ode aux fleurs d'après Anacréon))         | 1903-1909                          | Óleo sobre tela | 46 × 36       | Museu de Orsay, Paris                              |
|        | Misia Sert | 1904                               | Óleo sobre tela | 92.1 × 73     | National Gallery (Londres), Londres                |
|        | Retrato de Marthe Denis (Portrait de Marthe Denis)                                                             | 1904                               | Óleo sobre tela | 54 × 45       | Museu de Arte Moderna Morohashi, Fukushima         |
|        | Banhista (Baigneuse)                                                                                           | 1905                               | Óleo sobre tela | 97.1 × 73     | Museu de Arte de Filadélfia, Filadélfia            |
|        | Terraços em Cagnes (Terrasses à Cagnes)                                                                        | 1905                               | Óleo sobre tela | 46 × 55.5     | Colecção privada                                   |
|        | Ramalhete de túlipas (Bouquet de tulipes)                                                                      | ca 1905                            | Óleo sobre tela | 44 × 37       | Musée de l'Orangerie, Paris                        |
|        | Claude Renoir brincando (Claude Renoir jouant)                                                                 | ca 1905                            | Óleo sobre tela | 46 × 55       | Musée de l'Orangerie, Paris                        |
|        | Coco (Claude)                                                                                                  | ca 1905                            | Óleo sobre tela | 21.6 × 24.1   | Museu de Arte Fred Jones Jr., Norman (Oklahoma)    |
|        | Morangos (Fraises)                                                                                             | ca 1905                            | Óleo sobre tela | 28 × 46       | Musée de l'Orangerie, Paris                        |
|        | Quatro estudos de Jean (Quatre études de Jean)                                                                 | 1905-1906                          | Óleo sobre tela | 32 × 27       | Museu de Arte de São Paulo, São Paulo              |
|        | Banhista reclinada (Baigneuse allongée)                                                                        | 1906                               | Óleo sobre tela | 54.8 × 65     | Museu Nacional de Arte Ocidental, Tóquio           |
|        | Gabrielle lendo (Gabrielle lisant)                                                                             | 1906                               | Óleo sobre tela | 56 × 47       | Staatliche Kunsthalle, Karlsruhe                   |
|        | A Lição (La Leçon)                                                                                             | 1906                               | Óleo sobre tela | 65 × 85       | Colecção privada                                   |
|        | A Futilidade (La Frivolité)                                                                                    | ca 1906                            | Óleo sobre tela | 56.5 × 46.7   | Museu de Arte de Filadélfia, Filadélfia            |
|        | O Passeio (La Promenade)                                                                                       | ca 1906                            | Óleo sobre tela | 165 × 129     | Fundação Barnes, Merion (Filadélfia)               |
|        | Edifício dos Correios, Cagnes (Maison de la Poste, Cagnes)                                                     | 1906-1907                          | Óleo sobre tela | 13 × 22.5     | National Gallery of Art, Washington D.C.           |
|        | Mulher nua deitada (Femme nue couchée)                                                                         | 1907                               | Óleo sobre tela | 67 × 160      | Musée de l'Orangerie, Paris                        |
|        | Grande nu/ Nu nas almofadas (Grand nu/ Nu sur les coussins)                                                    | 1907                               | Óleo sobre tela | 70 × 155      | Museu de Orsay, Paris                              |
|        | O Arranjo: mulher penteando-se (La Toilette: femme se peignant)                                                | 1907-1908                          | Óleo sobre tela | 55\|46.5      | Museu de Orsay, Paris                              |
|        | Ambroise Vollard                                                                                               | 1908                               | Óleo sobre tela | 81.6 × 65.2   | Instituto Courtauld, Londres                       |
|        | Gabrielle remendando (Gabrielle reprisant)                                                                     | 1908                               | Óleo sobre tela | 64 × 54       | Colecção privada                                   |
|        | Retrato de Claude Renoir (Portrait de Claude Renoir)                                                           | 1908                               | Óleo sobre tela | 56 × 47       | Museu de Arte de São Paulo, São Paulo              |
|        | As Vinhas em Cagnes (Les Vignes à Cagnes)                                                                      | 1908                               | Óleo sobre tela | 46.4 × 55.2   | Brooklyn Museum, Nova Iorque                       |
|        | Gabrielle com blusa aberta (Gabrielle en blouse ouverte)                                                       | ca 1908                            | Óleo sobre tela | 65.5 × 53.5   | Colecção privada                                   |
|        | Remendo à janela (Ravaudeuse à la fenêtre)                                                                     | ca 1908                            | Óleo sobre tela | 65\|55        | Museu de Arte, Nova Orleães                        |
|        | A Quinta dos Collettes (La Ferme des Collettes)                                                                | 1908-1914                          | Óleo sobre tela | 54.6\|65.4    | Metropolitan Museum of Art, Nova Iorque            |
|        | A Banhista morena/ Gabrielle secando-se (La Baigneuse brune/ Gabrielle s'essuyant)                             | 1909                               | Óleo sobre tela | 92\|73        | Colecção privada                                   |
|        | Claude Renoir de palhaço (Claude Renoir en clown)                                                              | 1909                               | Óleo sobre tela | 120 × 77      | Musée de l'Orangerie, Paris                        |
|        | Dançarina com castanholas (Danseuse aux castagnettes)                                                          | 1909                               | Óleo sobre tela | 155 × 64.8    | National Gallery (Londres), Londres                |
|        | Dançarina com tamborim (Danseuse au tambourin)                                                                 | 1909                               | Óleo sobre tela | 155 × 64.8    | National Gallery (Londres), Londres                |
|        | Moça de vermelho (Jeune Fille en rouge)                                                                        | ca 1909                            | Óleo sobre tela | 38.7 × 28.9   | Fundação Barnes, Merion (Filadélfia)               |
|        | Nu reclinado, visto de trás/ Repouso após o banho (Nu couché, vu de dos/ Le Repos après le bain)               | ca 1909                            | Óleo sobre tela | 41 × 52       | Museu de Orsay, Paris                              |
|        | Auto-retrato com chapéu branco (Autoportrait au chapeau blanc)                                                 | 1910                               | Óleo sobre tela | 42 × 33       | Colecção privada                                   |
|        | Coco (Claude Renoir)                                                                                           | 1910                               | Óleo sobre tela | 55 × 46.4     | Museu de Belas Artes de Boston, Boston             |
|        | Gabrielle com jóias (Gabrielle aux bijoux)                                                                     | 1910                               | Óleo sobre tela | 81 × 65       | Colecção privada                                   |
|        | Geneviève Bernheim de Villers                                                                                  | 1910                               | Óleo sobre tela | 55 × 44       | Museu de Orsay, Paris                              |
|        | Jean Renoir como caçador (Jean Renoir en chasseur)                                                             | 1910                               | Óleo sobre tela | 172.7 × 88.9  | Museu de Arte de Los Angeles, Los Angeles          |
|        | Senhora Josse Bernheim-Jeune e o filho Henry (Madame Josse Bernheim-Jeune et son fils Henry)                   | 1910                               | Óleo sobre tela | 92.5 × 73.3   | Museu de Orsay, Paris                              |
|        | Monsieur et Madame Bernheim de Villers                                                                         | 1910                               | Óleo sobre tela | 81 × 65.4     | Museu de Orsay, Paris                              |
|        | Natureza morta com limões (Nature morte avec citrons)                                                          | 1910                               | Óleo sobre tela | 17.5 × 28     | Fundação Cultural Ema Gordon Klabin, São Paulo     |
|        | Paul Durand-Ruel                                                                                               | 1910                               | Óleo sobre tela | 65 × 54       | Colecção Durand-Ruel, Paris                        |
|        | Retrato de Wilhelm Mühlfeld (Portrait de Wilhelm Mühlfeld)                                                     | 1910                               | Óleo sobre tela | 55 × 45.8     | City Art Gallery, Southampton                      |
|        | Banhista secando a perna (Baigneuse s'essuyant la jambe)                                                       | ca 1910                            | Óleo sobre tela | 84 × 65       | Museu de Arte de São Paulo, São Paulo              |
|        | Mulher com rosa (Femme à la rose)                                                                              | ca 1910                            | Óleo sobre tela | 52.4 × 46.4   | Museu Nacional de Arte Ocidental, Tóquio           |
|        | Retrato de criança (Portrait d'enfant)                                                                         | 1910-1912                          | Óleo sobre tela | 41 × 33       | Museu Picasso (Paris), Paris                       |
|        | Ambroise Vollard com lenço vermelho (Ambroise Vollard au foulard rouge)                                        | 1911                               | Óleo sobre tela | 30 × 25       | Petit Palais, Paris                                |
|        | Alexandre Thurneyssen como pastor (Alexandre Thurneyssen en jeune pâtre)                                       | 1911                               | Óleo sobre tela | 75 × 93       | School of Design Museum, Providence (Rhode Island) |
|        | Gabrielle com rosa (Gabrielle à la rose)                                                                       | 1911                               | Óleo sobre tela | 55.5 × 47     | Museu de Orsay, Paris                              |
|        | Encontro no jardim (Réunion dans le jardin)                                                                    | 1911-1915                          | Óleo sobre tela | 46 × 38       | Museu de Orsay, Paris                              |
|        | Depois do banho (Après le bain)                                                                                | 1912                               | Óleo sobre tela | 67 × 52.5     | Kunstmuseum, Winterthur                            |
|        | Grande Nu sentado (Grand Nu assis)                                                                             | 1912                               | Óleo sobre tela | 93 × 74       | Museu de Arte de São Paulo, São Paulo              |
|        | As Lavadeiras (Les Laveuses)                                                                                   | ca 1912                            | Óleo sobre tela | 65.5 × 54.5   | Colecção privada                                   |
|        | A chávena de chocolate (La Tasse de chocolat)                                                                  | ca 1912                            | Óleo sobre tela | 54.3 × 64.8   | Fundação Barnes, Merion (Filadélfia)               |
|        | Banhista Sentada (Baigneuse assise)                                                                            | 1913                               | Óleo sobre tela | 82 × 65.8     | Colecção privada                                   |
|        | Gabrielle com blusa vermelha (Gabrielle en blouse rouge)                                                       | 1913                               | Óleo sobre tela | 23.5 × 20     | Colecção privada                                   |
|        | Retrato de Gertrude Osthaus (Portrait de Gertrude Osthaus)                                                     | 1913                               | Óleo sobre tela | 55 × 46.4     | Museu Folkwang, Essen                              |
|        | Retrato da poetisa Alice Vallières-Merzbach (Portrait de la poétesse Alice Vallières-Merzbach)                 | 1913                               | Óleo sobre tela | 92 × 73       | Associação de Amigos do Petit-Palais, Genève       |
|        | A Padeira/ A Leiteira) (La Boulangère/ La Laitière)                                                            | 1913-1914                          | Óleo sobre tela | 35 × 31       | Museu de Grenoble                                  |
|        | O Julgamento de Páris (Le Jugement de Pâris)                                                                   | 1913-1914                          | Óleo sobre tela | 73 × 92       | Museu de Arte, Hiroshima                           |
|        | Leitora com Vénus/ Gabrielle com escultura (Liseuse à la Vénus/ Gabrielle avec une sculpture)                  | 1913-1915                          | Óleo sobre tela | 51 × 47       | Colecção privada                                   |
|        | Tilla Durieux                                                                                                  | 1914                               | Óleo sobre tela | 92.1 × 73.7   | Metropolitan Museum of Art, Nova Iorque            |
|        | Véra Sergine Renoir                                                                                            | 1914                               | Óleo sobre tela | 49 × 59       | Museu Botero, Bogotá                               |
|        | Banhista sentada limpando a perna (Baigneuse assise s'essuyant une jambe)                                      | ca 1914                            | Óleo sobre tela | 51 × 41       | Musée de l'Orangerie, Paris                        |
|        | Mulheres no banho (Femmes au bain)                                                                             | ca 1915                            | Óleo sobre tela | 40.5 × 51     | Nationalmuseum, Estocolmo                          |
|        | Loura com rosa (Blonde à la rose)                                                                              | ca 1915                            | Óleo sobre tela | 64 × 54       | Musée de l'Orangerie, Paris                        |
|        | Gabrielle com chapéu (Gabrielle au chapeau)                                                                    | 1915-1916                          | Óleo sobre tela | 55 × 37       | Museu de Grenoble                                  |
|        | Odalisca adormecida (Odalisque dormant)                                                                        | 1915-1917                          | Óleo sobre tela | 50 × 53       | Museu de Orsay, Paris                              |
|        | Mulher de chapéu (Femme au chapeau)                                                                            | 1915-1919                          | Óleo sobre tela | 26 × 26       | Musée de l'Orangerie, Paris                        |
|        | Banhistas (Baigneuses)                                                                                         | 1916                               | Óleo sobre tela | 73 × 93       | Fundação Barnes, Merion (Filadélfia)               |
|        | Retrato de modelo em busto (Portrait de modèle en buste)                                                       | 1916                               | Óleo sobre tela | 55 × 46       | Museu Picasso (Paris), Paris                       |
|        | Três numa paisagem (Trois femmes dans un paysage)                                                              | 1916                               | Óleo sobre tela | 65.3 × 54.3   | Museu Nacional de Arte Ocidental, Tóquio           |
|        | Ambroise Vollard como toureiro (Ambroise Vollard en toréador)                                                  | 1917                               | Óleo sobre tela | 102.2 × 83.2  | Nippon Television, Tóquio                          |
|        | Banhista (Baigneuse)                                                                                           | 1917-1918                          | Óleo sobre tela | 52.7 × 33     | Museu de Arte de Filadélfia, Filadélfia            |
|        | Mulher inclinada (Femme accoudée)                                                                              | 1917-1919                          | Óleo sobre tela | 23 × 32       | Musée de l'Orangerie, Paris                        |
|        | Retrato de Adèle Besson (Portrait d'Adèle Besson)                                                              | 1918                               | Óleo sobre tela | 41 × 36.8     | Museu das Belas Artes e de Arqueologia, Besançon   |
|        | Banhistas (Baigneuses)                                                                                         | ca 1918                            | Óleo sobre tela | 65 × 80       | Fundação Barnes, Merion (Filadélfia)               |
|        | Mulher atando o sapato (Femme laçant sa chaussure)                                                             | ca 1918                            | Óleo sobre tela | 50.5 × 56.5   | Instituto Courtauld, Londres                       |
|        | As Banhistas (Les Baigneuses)                                                                                  | 1918-1919                          | Óleo sobre tela | 110 × 160     | Museu de Orsay, Paris                              |
|        | O Concerto (Le Concert)                                                                                        | 1918-1919                          | Óleo sobre tela | 75.6 × 92.7   | Galeria de Arte de Ontário, Toronto                |
|        | Mulher com o bandolim (Femme à la mandoline)                                                                   | 1919                               | Óleo sobre tela | 55 × 55       | Colecção privada                                   |
|        | Jarra de rosas (Vase de roses)                                                                                 | 1919                               | Óleo sobre tela | 37 × 31.5     | Colecção privada                                   |
|        | Ramalhete (Bouquet)                                                                                            | Impreciso, 1º quartel do século XX | Óleo sobre tela | 40 × 33       | Musée de l'Orangerie, Paris                        |
|        | Gabrielle no jardim (Gabrielle au jardin)                                                                      | Impreciso, 1º quartel do século XX | Óleo sobre tela | 55 × 46       | Musée de l'Orangerie, Paris                        |
|        | Retrato de uma mulher (Portrait de femme)                                                                      | Impreciso, 1º quartel do século XX | Óleo sobre tela | Non précisée  | Musée de l'Orangerie, Paris                        |